# ذونواس

یوسف ذونواس یک رئیس قبیله حمير در یمن بین سال‌های ۵۱۷ تا ۵۲۵-۷ میلادی بود.

## فرمانروايى
برخى اين باور را دارند که او جانشین ربیعه پسر مذار بود ولی برخى دیگر او را یک فرمانرواى غیرمشروع مى دانند. برخى باور دارند که او از نژاد یهودی نبود و به یهودیت گرویده بود. بر پايه نوشته‌ها ذونواس مسیحیان را در حکومت خود آزار می‌داد زیرا مسیحیان هم كيشان او را در فرمانرواييشان آزار می‌دادند. نامه یک کشیش بیزانسی در سال ۵۲۴ میلادی درباره آزار مسیحیان در نجران («اخدد» در عربستان امروزی) به وسیله او صحبت کرده‌است. آیات ابتدایی سوره بروج در قرآن نیز به این کشتار مسیحیان توسط ذونواس اشاره دارد:
بر اساس نوشته تاریخدانان بعد از به حکومت رسیدن ذونواس به مسیحیان اتیوپی و یمن در قلعه آن‌ها در ظفار حمله کرد و آن‌ها را تسخیر کرد و کلیساها را سوزاند. او سپس به نجران حمله نمود. او تمامی مردم شهر را که حاضر نشدند مسیحیت را ترک کنند کشت. رقم این کشتار حدود ۲۰۰۰۰ نفر تخمین زده می‌شود. او سپس نامه‌هایی به المنذر سوم و قباد اول پادشاه ساسانی نوشت و به آن‌ها توصیه کرد با مسیحیان همین گونه رفتار کنند. المنذر در این زمان با سفیری از بیزانس ملاقات می‌کرد و محتوای نامه را به او نشان داد. شرح کشتار ذونواس سفیر مسیحی را شوکه کرد. بازماندگان این کشتار به نزد امپراتور روم یوستینیانوس رفتند و از او درخواست انتقام برای مسیحیان کردند.
در سال ۵۲۵ م، پادشاه حبشه بر او حمله آورد و به قتلش رسانید و در ادامه پس از کش و قوس هایی، ابرهه بر یمن حاکم شد.